# Hakea ochroptera
Hakea ochroptera är en tvåhjärtbladig växtart som beskrevs av W. R. Barker. Hakea ochroptera ingår i släktet Hakea och familjen Proteaceae. Inga underarter finns listade i Catalogue of Life.